# Julian Tuwim
Julian Tuwim  (pronunciació en : /julʲan tuvʲim/) (Łódź, 13 de setembre de 1894 - Zakopane, 27 de desembre de 1953), escrit també Juljan Tuwim (abans de la reforma ortogràfica de 1936), poeta polonès d’ascendència jueva L’any 1918, juntament amb Antoni Słonimski i Jarosław Iwaszkiewicz, va fundar el grup poètic d’avantguarda Skamander. És una figura cabdal de la literatura polonesa, segurament el poeta més rellevant del període d’entreguerres. És particularment reconegut per la seva contribució a la literatura infantil polonesa.

## Vida i obra

### Anys de formació (1894 - 1916)
Julian Tuwin va néixer a Łódź —al carrer Widzewska, 44 (actualment Kilinskiego, 46)—, , a la  Polònia del Congrés  (integrada a l’Imperi Rus), en una família burgesa de jueus assimilats.
El 1898 va néixer la seva germana Irena Tuwim, també escriptora i traductora.
De 1904 a 1914, va assistir a l’escola russa, al gimnasium masculí de Łódź. No va ser bon estudiant, prescindia de les ciències, i fins i tot va haver de repetir sisè.
L’any 1905 la família es va residir a Breslau (Wrocław) per evitar possibles represàlies a causa de la implicació del pare de Tuwim en la Revolució de 1905.
Va començar la seva carrera literària el 1911, amb unes traduccions a l’esperanto d’uns poemes de Leopold Staff. El 1913 debuta com a autor amb el poema « Prośba », signat amb les inicials St. M. i publicat a Kurier Warszawski.
L'any 1912 havia conegut Stefania Marchew; s'hi casarà el 1919.
El 1914 comença a col·laborar amb el diari Nowy Kurier Łódzki i l'any següent col·labora també am el cabaret de Łódź «Bi-Ba-Bo».

### Varsòvia, joventut i maduresa (1916 - 1939)
El 1916 es va anar a Varsòvia per començar els estudis universitaris. S’hi va quedar fins a la invasió de Polònia l’any 1939. Es va inscriure per cursar estudis de dret i filosofia l’universitat de Varsòvia (1916-1918), però no va acabar els estudis.
Des del començament va participar activament de la vida literària; en aquells moments, l’any 1918 Varsòvia va esdevenir la capital de la nova Polònia independent. Aquell any mateix va prendre forma el grup literari que s’anomenaria Skamander, format per Tuwim mateix i pels també poetes Antoni Słonimski i Jarosław Iwaszkiewicz.
La poesia dels skamandrites va representar una ruptura crucial amb el manierisme del tombant de segle. La poesia de Tuwim es caracteritzava pel seu vitalisme, l’optimisme i l’entrada de la vida urbana. Els poemes celebraven la quotidianitat urbana, amb els seus elements banals i vulgars. Tuwim acostumava a fer servir la llengua popular, elements d’argot i diàlegs poètics.

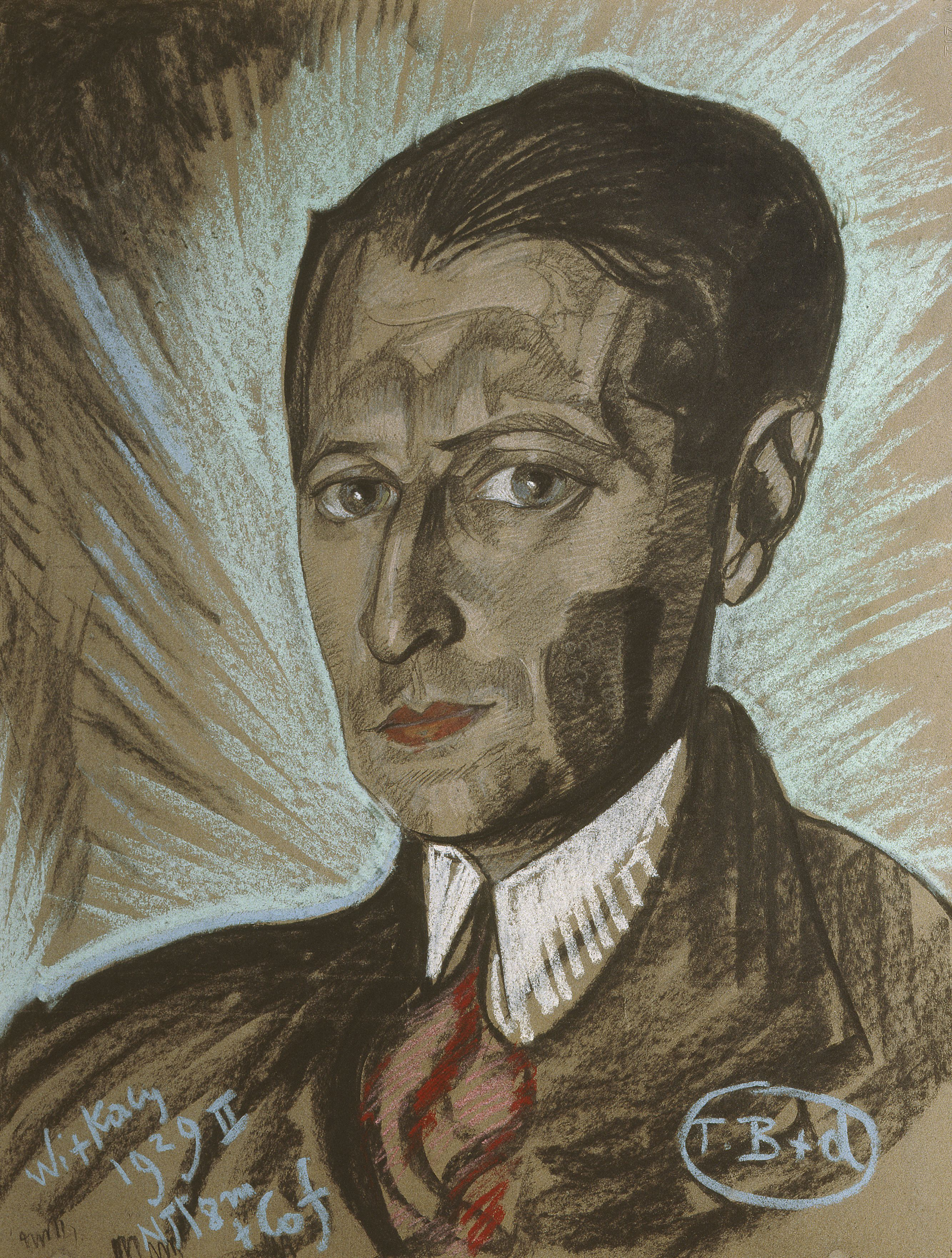
Retrat de Tuwim, per Witkacy.

Els seus reculls Czyhanie na Boga ("Esperant Déu"; 1918), Sokrates tańczący ("Sócrates ballant"; 1920), Siódma jesień ("la setena tardor"; 1922) i Wierszy tom czwarty ("Poemes, quart volum"; 1923) participen d’aquest caràcter. Més endavant a Słowa we krwi ("paraules de sang"; 1926), Rzecz Czarnoleska (1929), Biblia cygańska ("la Bíblia gitana"; 1933) i Treść gorejąca ("matèria en flames"; 1933) el to de Tuwim es va enterbolir, va adquirir, certa agror i parlava amb fervor de la buidor de la vida urbana. També va anar incorporant elements de la tradició romàntica i classica; el seu virtuosisme formal i estilístic encara es va depurar.

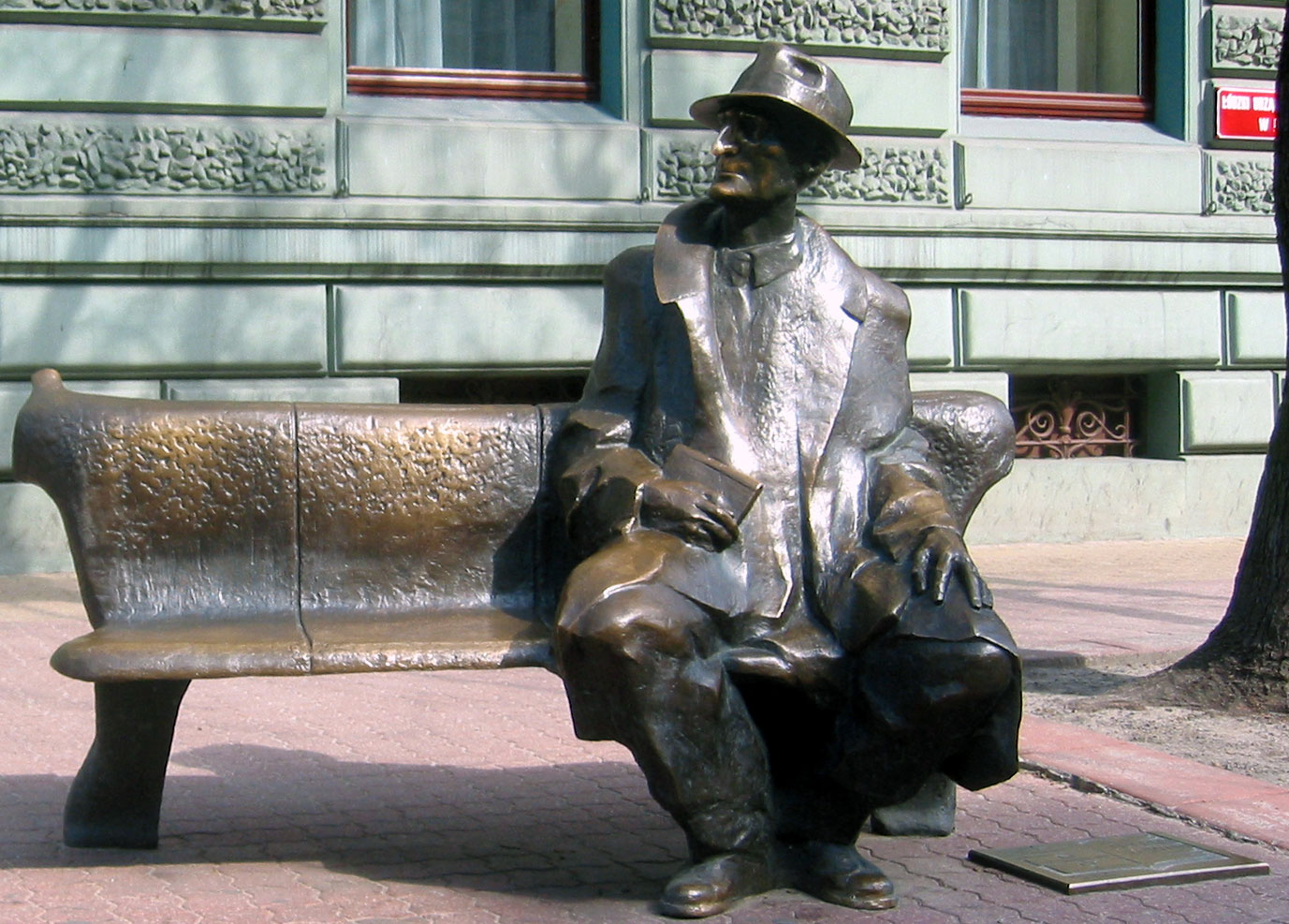
Monument a Julian Tuwim, Łódź, obra de l'esculptor Wojciech Gryniewicz

Des del començament de la seva carrera, Tuwim va demostrar grans dots per al joc lingüístic i la crítica jocosa, a frec de la sàtira. Escrivia molts sketchs i diàlegs per als cabarets. En els seus articles i poemes va vituperar l’obscurantisme, la burocràcia i sobretot el nacionalisme, el militarisme i l’antisemitisme que de mica en mica va, anar guanyant posicions en el nou estat polonès. El seu poema burlesc Bal w Operze ("El ball a l’òpera") escrit el 1936 i considerat en l’actualitat com una obra mestra, no es va poder publicar fins a molts anys més tard.
El 1918, Tuwim va cofundar el grup de cabaret Picandor i va treballar com escriptor i director artístic amb diversos grups teatrals, com ara, zarny Kot (1917–1919), Quid pro Quo (1919–1932), Banda, Stara Banda (1932–1935), i Cyrulik Warszawski (1935–1939). Des del 1924, Tuwim va ser col·laborador assidu de Wiadomości Literackie on tenia una columna setmanal anomenada Camera Obscura. També escrivia per a la revista satírica' Szpilki.
Tuwim va fer gala del seu càustic sentit de l’humor i va deixar la seva forta empremta personal a obres com ara «Poema en què l’autor implora cortesament però amb fermesa les vastes hosts dels seus germans que li facin un petó al cul». En aquesta peça, Tuwim enumera i caricaturitza sistemàticament diversos tipus de personatge de l’escena social europea de mitjan anys trenta —«intel·lectuals perfumats de cafè», «socialistes tediosos», «esportistes feixistes», «metges sionistes», «catòlics reprimits», etc.― i acaba cadascuna de les estrofes demanant a cadascun dels personatges que facin allò que es diu al títol. El poema acaba amb una nota adreçada al censor, el qual potser tindrà la temptació de suprimir l’obra per la violació de las «normes públiques».
El seu poema Do prostego człowieka (‘A l’home comú’), publicat per primer cop el 7 d’Octubre de 1929 a Robotnik, va provocar una allau d’atacs contra Tuwim, tant dels cercles d’esquerra, que van criticar el poema com "expressió burgesa del sentiment pacifista" i dels grups de dreta, que van acusar Tuwim de posar en perill la subsistèncie del jove estat polonès amb una crida al desarmament.
El marit d’una tia de Tuwim era Adam Czerniaków. El seu oncle matern era Arthur Rubinstein.

## Segona Guerra Mundial i darrers anys
L’any 1939, amb l’ocupació alemanya de Polònia i l’inici de la Segona Guerra Mundial, Tuwim va sortir del país a través de Rumania cap a França. L’agost de 1940, va rebre el visat per poder viatjar a Portugal. El 1942 va volar a Brassil, via Portugal, i finalment a Nova York, on va romandre fins a l’acabament de la guerra. Entre 1939 i 1941, va col·laborar amb el setmanari d’emigrats "Wiadomości Polskie", però va interrompre la seva col·laboració a causa de la divergència de postures relativa al paper de l’URSS en relació amb Polònia. Entre 1942 i 1946, va treballar a la revista mensual editada a Londres "Nowa Polska" i va col·laborar amb publicacions de l’esquerra polonesa als EUA. Des del 1942 va pertànyer a la secció polonesa de l’OIT. També es va incorporar a l’Associació d’Escriptors Polonesos des de 1943.

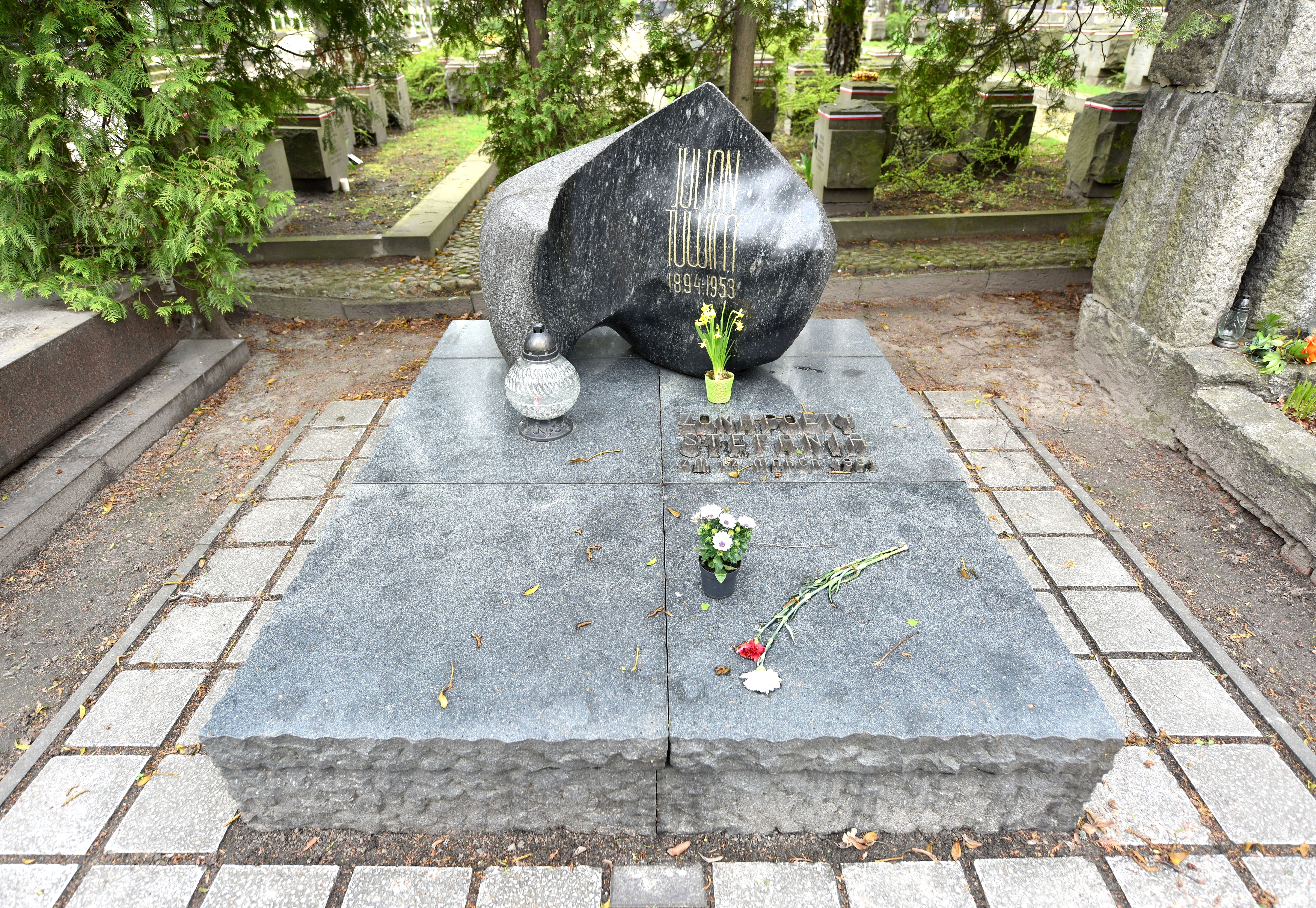
Tomba de Tuwim al cementiri Powązki de Varsòvia.

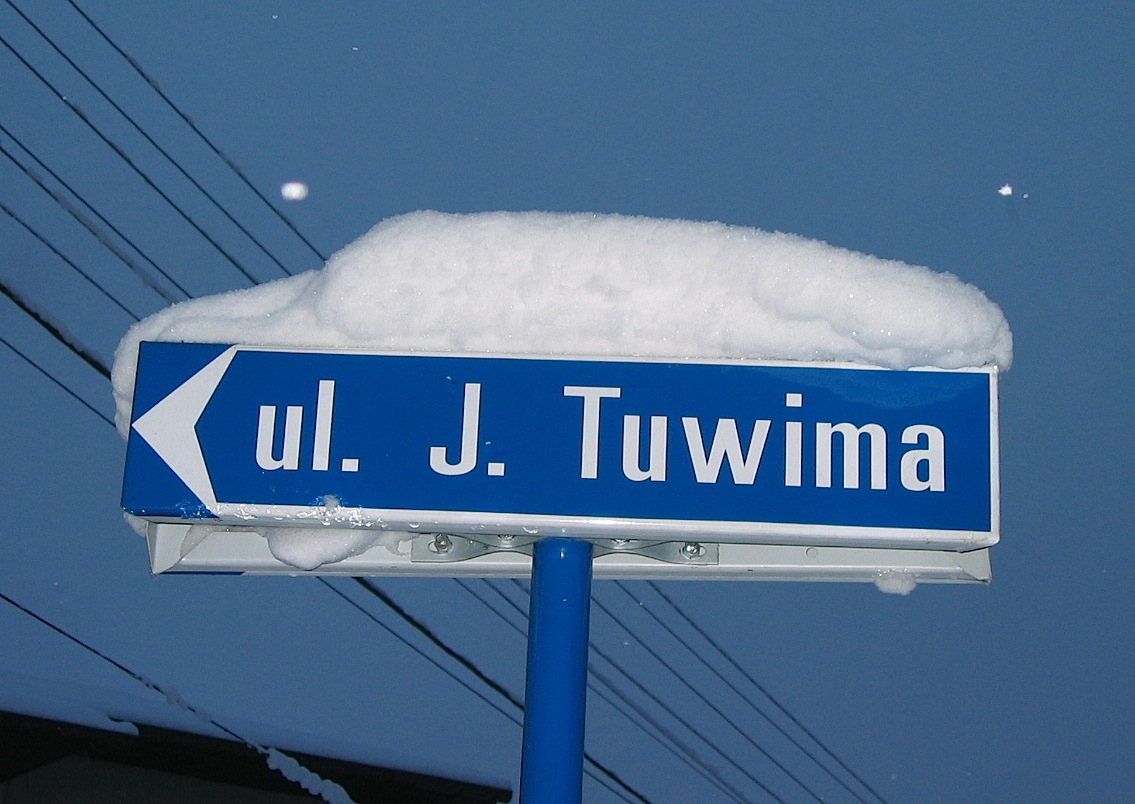
Carrer de J. Tuwim a Chrzanów

En aquest període va escriure Kwiaty Polskie (‘Flors poloneses’), un poema llarg on recorda amb nostàlgia la infantesa a Łódź. L’abril de 1944 va publicar el manifest My, Żydzi Polscy ('Nosaltres, els jueus polonesos).
Tan aviat com va poder arreglar els papers, el 1946, Tuwim va tornar a Varsòvia, que havia quedat en runes. Va rebre diversos premis honorífics i va ocupar càrrecs institucionals a la nova República Democràtica de Polònia. Va publicar molt poc.
El 27 de desembre de 1953 va morir a Zakopane on havia viatjat per celebrar les festes nadalenques.
Es probablement el poeta més important de la Polònia d’entreguerres. No obstant això, la seva fama com a autor adult de poemes seriosos, s’ha vist perjudicada per la seva acceptació del règim comunista. En canvi subsisteix la seva fama com a autor de textos satírics i com a poeta infantil. Se'l considera, juntament amb Jan Brzechwa, com a pare i exponent màxim de la poesia infantil polonesa. El seu poema per a nens Lokomotywa s’ha traduït a nombrosos idiomes.
També és autor d’una traducció d’El conte de la campanya d'Ígor i de versions de poemes de Pushkin i altres poetes russos molt ben valorades.

## Obres destacades
- Czyhanie na Boga (Esperant Déu, 1918)
- Sokrates tańczący (Sócrates balla, 1920)
- Siódma jesień (La setena tardor, 1921)
- Wierszy tom czwarty ('Poemes, quart volum', 1923)
- Murzynek Bambo (Bambo, 1923 or 1924, publicat el 1935)
- Czary i czarty polskie (Sortilegis i encantaments polonesos, 1924)
- Wypisy czarnoksięskie (Apunts de bruixeria, 1924)
- A to pan zna? (Saben allò de?, 1925)
- Czarna msza (Missa negra, 1925)
- Tysiąc dziwów prawdziwych (Un miler de veritables meravelles, 1925)
- Słowa we krwi (Paraules a la sang, 1926)
- Tajemnice amuletów i talizmanów (El secrets dels amulets i talismans, 1926)
- Strofy o późnym lecie (Estrofes sobre l’estiu tardà)
- Rzecz czarnoleska (L’afer de Czarnolas, 1929)
- Jeździec miedziany (El genet descarat, 1932)
- Biblia cygańska i inne wiersze (La Bíblia gitana i altres poemes, 1932)
- Jarmark rymów (Els versos del mercat, 1934)
- Polski słownik pijacki i antologia bachiczna (Diccionari dels borratxos polonesos i antologia de Bacus, 1935)
- Treść gorejąca (Material en flames, 1936)
- Lokomotywa; Rzepka; Ptasie radio (La locomotora; el nap; Ràdio Ocell, 1938)
- Bal w Operze (Ball a l’òpera, 1936, publicat el 1946)
- Kwiaty polskie (Flors poloneses, 1940–1946, publicat el 1949)
- Pegaz dęba, czyli panoptikum poetyckie (Pegasus de roure o la panòplia poètica, 1950)
- Piórem i piórkiem (Amb la ploma i el tremp, 1951)

## Poemes de Twim musicats
- Karol Szymanowski - Słopiewnie per a veu i piano, op. 46bis (1921)
- Witold Lutosławski – Cançons d’infants (Children's Songs) (1952); Spóźnionysłowik (Rossinyol tardà, 1947), O Panu Tralalińskim (El senyor Tralalinski, 1947), per a veu i piano (també en arranjament per a orquestra)
- Zygmunt Konieczny en va musicar diversos poemas, cantats per Ewa Demarczyk, entre els quals, "Tomaszów" i "Grande Valse Brillante" (el text es part de Kwiaty Polskie i fa referència a les obres de Chopin)
- Mieczysław Weinberg - Simfonia No. 8 Flors poloneses, Op. 83 (1964)[8]
- Krzysztof Meyer - Quartettino per a veu, flauta, violoncel i piano (1966); Simfonia No. 2 (1967); Spiewy polskie (Cançons poloneses) per a veu i orquetra (1974)
- David Bruce - Piosenki per a soprano, baríton i orquestra de cambra (2006) – col·lecció d’11 cançons. Piosenki at David Bruce's website
- Akurat - Do Prostego Człowieka
- Czesław Niemen - Wspomnienie
- Marek Grechuta - Mandarynki i pomarańcze

## Obres de referència
- Keane, Barry (2004) "Skamander. The Poets and Their Poetry.", Agade: Warszawa, ISBN 83-87111-29-5.
- Mortkowicz-Olczakowa, Hanna (1961). "Bunt wspomnień." Państwowy Instytut Wydawniczy.